# Wielki Samosz
Wielki Samosz (rum. Someșul Mare, węg. Nagy-Szamos) – rzeka w północnej Rumunii, wraz z Małym Samoszem tworzy Samosz – lewy dopływ Cisy w zlewisku Morza Czarnego. Długość – 130 km, powierzchnia zlewni – 5.033 km². 
Wielki Samosz ma źródła pod przełęczą Rotunda (rozdzielającą Góry Suhard i Góry Rodniańskie) i w okolicach szczytu Omul w Górach Suhard. Płynie na południowy zachód oddzielając Góry Rodniańskie (na północy) od gór Bîrgău. Z gór wypływa na Wyżynę Transylwańską, na której oddziela Wyżynę Samoszu od Równiny Transylwańskiej. W mieście Dej łączy się z Małym Samoszem. 
Wielki Samosz zbiera liczne dopływy z gór: Baia, Anieș, Cormaia, Rebra, Gersa, Telcișor, Sălăuta, Țibleș, Ilișua (prawe), Șieu i Meleș (lewe). 
Doliną Wielkiego Samoszu i dalej doliną Samoszu biegnie ważna linia kolejowa z Suczawy do Satu Mare.